# Fanál
Fanál je archaický výraz pro svítidlo majáku. Jedná se též o signální světlo v přístavu a podobně.
Fanál může též označovat poplašné znamení dávané světlem či ohněm. Ve vojenství se jako fanál označovala vertikální tyč, na jejímž konci byl hořlavý materiál, například vlna napuštěná dehtem či smůlou. Po zapálení fanál vydával intenzivní světlo a kouř, aby mohl sloužit pro signalizaci za světla i ve tmě. Býval umísťován na vyvýšených místech, takže bylo možno vyhlásit poplach pro jednotky i ve značné vzdálenosti.